# Saison 6 d'Esprits criminels
Chronologie
Saison 5 Saison 7
Cet article présente les vingt-quatre épisodes de la sixième saison de la série télévisée américaine Esprits criminels (Criminal Minds).

## Synopsis
Le département des sciences du comportement (BAU, Behavioral Analysis Unit en VO), situé à Quantico en Virginie, est une division du FBI composée d'une équipe de profileurs, dirigée par l'agent Aaron Hotchner et amenée à se déplacer dans l'ensemble des États-Unis (et ailleurs), chargée d'enquêter localement sur les criminels et les tueurs en série. Chacun de ses agents a sa spécialité et sa personnalité, ce qui les rend complémentaires.

## Distribution

### Acteurs principaux
- Thomas Gibson (VF : Julien Kramer) : agent spécial superviseur Aaron « Hotch » Hotchner, chef d'équipe (absent épisode 11)
- Joe Mantegna (VF : Hervé Jolly) : agent spécial David Rossi
- Shemar Moore (VF : David Krüger) : agent spécial Derek Morgan
- Matthew Gray Gubler (VF : Taric Mehani) : agent spécial Dr Spencer Reid
- Paget Brewster (VF : Marie Zidi) : agent spécial Emily Prentiss (jusqu'à l'épisode 18)
- Kirsten Vangsness (VF : Laëtitia Lefebvre) : Penelope Garcia, technicienne
- Andrea Joy Cook (VF : Véronique Picciotto) : agent spécial de liaison avec les médias Jennifer « J. J. » Jareau (épisodes 1, 2, 18 et 24)
- Rachel Nichols (VF : Karine Foviau) : agent spécial Ashley Seaver (récurrente épisodes 10 à 12, puis régulière épisodes 15 à 24)

### Acteurs récurrents
- Jane Lynch (VF : Marie-Laure Beneston) : Diana Reid
- Jayne Atkinson (VF : Josiane Pinson) : Erin Strauss
- Nicholas Brendon (VF : Mark Lesser) : Kevin Lynch
- Sebastian Roché (VF : Emmanuel Gradi) : Clyde Easter[1]

### Invités
- Tim Curry (VF : Jean-Claude Sachot) : Billy Flynn / « le Prince des ténèbres » (épisode 1)
- Robert Davi (VF : Michel Vigné) : lieutenant Adam Kurzbard (épisode 1)
- Gil Bellows (VF : Thierry Ragueneau) : Jeff Joyce (épisode 2)
- Rya Kihlstedt : Patty Joyce (épisode 2)
- Christopher Marquette : Jimmy Barrett (épisode 2)
- David Rees Snell : le lieutenant Green (épisode 3)
- Mare Winningham : Nancy Riverton (épisode 5)
- Sterling Beaumon : Jeremy (épisode 5)
- Leonard Roberts (VF : Christophe Peyroux) : Kaman Scott (épisode 6)
- Ernie Hudson (VF : Thierry Murzeau) : lieutenant Al Garner (épisode 6)
- Carl Lumbly (VF : Jean-Louis Faure) : James « Jay-Mo » Morris (épisode 6)
- Michael Warren (VF : Jean-Paul Pitolin) : Tom Anderson (épisode 6)
- Beverly Todd (VF : Martine Irzenski) : Susan Anderson (épisode 6)
- Jocko Sims : Tony Torrell (épisode 6)
- Stacy Highsmith (VF : Laura Zichy) : Kierston Torrell (épisode 6)
- Robert Knepper (VF : Christian Visine) : Rhett Walder (épisode 8)
- Adrianne Palicki (VF : Dorothée Pousséo) : Sydney Manning (épisode 13)
- Jonathan Tucker (VF : Ludovic Baugin) : Ray Donovan (épisode 13)
- Angus Macfadyen (VF : Guillaume Orsat) : Sean McAllister (épisode 13)
- Deirdre Lovejoy (VF : Annie Le Youdec) : agent Bates (épisode 13)
- Chad Todhunter (VF : Nessym Guetat) : Greg Phinney (épisode 21)
- Heather Mazur (VF : Laurence Bréheret) : Kate Phinney (épisode 21)
- Nick Toren (VF : Fabien Jacquelin) : Bob Jenkins (épisode 21)
- Rae Latt (VF : Maïté Monceau) : Rosemary Jenkins (épisode 21)
- Dallas Clark (VF : Olivier Cordina) : officier Austin Kent (épisode 21)

## Production
La sixième saison d'Esprits Criminels comporte 24 épisodes et est diffusée du 22 septembre 2010 au 18 mai 2011 sur CBS.
En France, la série est diffusée du 30 mars 2011 au 10 octobre 2011 sur TF1, tandis que le 21e et le 24e épisodes sont diffusés en octobre 2012.
Le 14 juin 2010, la production ne renouvelle pas le contrat d'A.J. Cook alors qu'un nombre limité d'épisodes a été offert à Paget Brewster dans le but de rafraîchir la distribution. Le retour d'A.J. a été confirmé le 15 avril 2011.
Le 29 septembre 2010, un arc de trois épisodes a été offert à Rachel Nichols, qui a été promue en décembre au rang des réguliers.
A.J. Cook, apparait dans seulement 4 épisodes dans la saison à la suite de son changement de contrat, tandis que Paget Brewtster apparait dans 18 épisodes. 
Elles sont remplacées par Rachel Nichols qui est invitée lors des épisodes 10, 11 et 12; et devient principale dès l'épisode 13; cette dernière quitte cependant la série au terme du dernier épisode.

## Épisodes

### Épisode 1:Plus sombre que la nuit (2epartie)
- États-Unis /  Canada : 22 septembre 2010 sur CBS[6] / CTV
- Belgique : 10 janvier 2011 sur RTL-TVI[7]
- Suisse : 16 février 2011 sur TSR1[8]
- France : 30 mars 2011 sur TF1[9]
- Québec : 3 septembre 2012 sur AddikTV

- États-Unis : 14,13 millions de téléspectateurs[10] (première diffusion)
- Canada : 2,639 millions de téléspectateurs[11] (première diffusion)
- France : 9,3 millions de téléspectateurs[12] (première diffusion)

- Tim Curry (Billy Flynn, alias le Prince des ténèbres)
- Robert Davi (Eric/Adam Kurzbard)
- Austin Highsmith (Kristin)
- Isabella Murad (Ellie Spicer)
- Joseph A. Garcia (Larry Simmons)
- Susan Papa (Annette Simmons)
- Ronald William Lawrence (Detective Stansfield)
- Zenja Dunnm (Paramedic One)
- Randolph Adams (Paramedic Two)
- Joe Gandurski (Police Captain)
- Matt Taylor (Tire Changer)
- Jim Wisniewski (Paul Farraday)
- Grant Venable (Joshua Farraday)
- Michelle Josette (Nora Flynn)
- Stone Eisenmann (Young Flynn)
- Kris Campbell (Uniform)
- Donald Agnelli (Uniformed Sergeant)

- De conclusion : « Une famille est un endroit où l'esprit entre en contact avec l'esprit des autres. S'il y a de l'amour entre ces esprits, le foyer devient aussi beau qu'un jardin fleuri. Mais si ces esprits ne sont pas en harmonie les uns avec les autres, c'est comme si une tempête ravageait le jardin. » de Bouddha.

### Épisode 2:Contrainte et Forcée
- États-Unis /  Canada : 29 septembre 2010 sur CBS / CTV
- Belgique : 17 janvier 2011 sur RTL-TVI[7]
- Suisse : 23 février 2011 sur TSR1[13]
- France : 13 avril 2011 sur TF1[9]
- Québec : 10 septembre 2012 sur AddikTV

- États-Unis : 14,57 millions de téléspectateurs[14] (première diffusion)
- Canada : 2,539 millions de téléspectateurs[15] (première diffusion)
- France : 7,73 millions de téléspectateurs (première diffusion)

- Jayne Atkinson (Erin Strauss)
- J. Downing (Détective Mathias)
- Gil Bellows (Jeff Joyce)
- Isabella Murad (Ellie Spicer)
- Rya Kihlstedt (Patty Joyce)
- Anna Lunberry (Kate Joyce)
- Michael Welch (Syd Pearson)
- Christopher Marquette (Jimmy Barrett)

- D'introduction : « Ce n'est point une nécessité qu'il y ait du sang et des morts dans une tragédie, il suffit que tous y ressentent de cette tristesse majestueuse qui fait le plaisir de la tragédie. » de Jean Racine, extrait de la préface de Bérénice.
- De conclusion : aucune

### Épisode 3:Faire et Refaire
- États-Unis /  Canada : 6 octobre 2010 sur CBS / CTV
- Belgique : 24 janvier 2011 sur RTL-TVI[7]
- Suisse : 2 mars 2011 sur TSR1[16]
- France : 13 avril 2011 sur TF1[9]
- Québec : 17 septembre 2012 sur AddikTV

- États-Unis : 13,87 millions de téléspectateurs[17] (première diffusion)
- Canada : 2,417 millions de téléspectateurs[18] (première diffusion)
- France : 6,7 millions de téléspectateurs (première diffusion)

- Josh Braaten (Colby)
- David Rees Snell (Detective Green)
- Renato Powell (Jocelyn Sherman)
- Daniel J. Travanti (Mr. Mullens)
- Cristen Irene (Anna)
- Mary Beth Evans (Candice DeLilly)
- Michael Spound (Sam DeLilly)
- Megan Gallacher (Jenny DeLilly)
- Mateus Ward (Lyle DeLilly)
- Josh Woodle (Michael Young)
- Ellie Gerber (Heather Langley)
- Michael Lesly (Officer)
- Michael Ketzner (Young Colby)
- Heather Simpson (Karen Bachner)
- Nan McNamara (Mrs. Langley)
- Mark Hutter (Mr. Langley)
- Marissa Skell (Shelly)
- T. Shaun Russell (Prison Guard)

- D'introduction : « Le souvenir d'une certaine image n'est que le regret d'un certain instant. » de Marcel Proust, extrait du roman Du côté de chez Swann.
- De conclusion : « Quand j'étais jeune, j'étais capable de me souvenir de n'importe quel événement, qu'il se soit produit ou non. Mais aujourd'hui mes facultés ne sont plus ce qu'elles étaient, et bientôt, je serai à peine capable de me souvenir de ce qu'il ne s'est jamais produit. Il est très triste de décliner de la sorte, mais tel est notre sort, on n'y peut rien. » de Mark Twain.

### Épisode 4:Le Mal dominant
- États-Unis /  Canada : 13 octobre 2010 sur CBS / CTV
- Suisse : 9 mars 2011 sur TSR1[19]
- Belgique : 6 avril 2011 sur RTL-TVI[7]
- France : 20 avril 2011 sur TF1[9]
- Québec : 24 septembre 2012 sur AddikTV

- États-Unis : 14 millions de téléspectateurs[20] (première diffusion)
- Canada : 2,427 millions de téléspectateurs[21] (première diffusion)
- France : 7,53 millions de téléspectateurs (première diffusion)

- Nicholas Brendon (Kevin Lynch)
- Craig Sheffer (James Tomas)
- Juan Pope (Detective David Crowley)
- Erin Matthews (Maryann Thomas)
- Jed Bernard (Scott Hartway)
- Michelle Parylak (Kathy Hartway)
- Bill Lee Brown (Alphonse Keppler)
- Kathryn Howell (Beth Hartway)
- Kiff Scholl (Ben Frelow)
- Mike Smith (Paul Wilson)
- Lisa Arturo (Debra Wilson)
- Helen Eigenberg (Shirley Andrews)
- Thomas Garner (Phil Andrews)
- Sarah Buxton (Leslie Sanders)
- Wayne Nickel (Deacon)

- D'introduction : « Sois le meilleur, quoi que tu sois. » de Martin Luther King.
- De conclusion : « Nous portons tous des masques, et vient un temps où on ne peut plus les retirer sans s’arracher la peau. » d'André Berthiaume.

### Épisode 5:Indigne de confiance
- États-Unis /  Canada : 20 octobre 2010 sur CBS / CTV
- Suisse : 16 mars 2011 sur TSR1[22]
- Belgique : 13 avril 2011 sur RTL-TVI[7]
- France : 20 avril 2011 sur TF1[9]
- Québec : 1er octobre 2012 sur AddikTV

- États-Unis : 14,46 millions de téléspectateurs[23] (première diffusion)
- Canada : 2,437 millions de téléspectateurs[24] (première diffusion)
- France : 6,2 millions de téléspectateurs (première diffusion)

- Michael Reilly Burke (Agent Grady Beeks)
- Mare Winningham (Nancy Riverton)
- Isabella Murad (Ellie Spicer)
- Sterling Beaumon (Jeremy)
- Kerry O'Malley (Kendra Sayer)
- Kristin Carey (Sandra Bennett)
- David Goryl (Jake Bennett)
- Preston Strother (Sammy Bennett)
- Natalie Alyn Lind (Kayla Bennett)
- Billy Cowart (Reverend Louis Hannum)
- Evan Dye (Zack Riverton)
- Stephanie Grant (Amber Riverton)
- Chloe Csengary (Carrie Sayer)
- Ken Meseroll (State Trooper)
- Cameron Meyer (Ellie's Mom)

- D'introduction : « L'humanité est une famille entière et indivisible. Je ne peux me désolidariser même de l'âme la plus noire. » de Gandhi.
- De conclusion : « Mais j'ai une promesse à tenir, et des kilomètres à faire avant de dormir. Et des kilomètres à faire avant de dormir. » de Robert Frost.

### Épisode 6:Sous le masque
- États-Unis /  Canada : 27 octobre 2010 sur CBS / CTV
- Suisse : 23 mars 2011 sur TSR1[25]
- Belgique : 20 avril 2011 sur RTL-TVI[7]
- France : 4 mai 2011 sur TF1[9]
- Québec : 8 octobre 2012 sur AddikTV

- États-Unis : 13,94 millions de téléspectateurs[26] (première diffusion)
- Canada : 2,604 millions de téléspectateurs[27] (première diffusion)
- France : 7,66 millions de téléspectateurs (première diffusion)

- Leonard Roberts (Kaman Scott)
- Jocko Sims (Tony Torell)
- Ernie Hudson (Lt. Al Garner)
- Mandy Levin (Dr Fullerson)
- Stacy Highsmith (Kierston Torell)
- Ava Acres (Daughter)
- Ken Olandt (Chris)
- Justin Alston (Paramedic #1)
- Carl Lumbly (Jay-Mo)
- Danielle Watts (Tracy Anderson)
- Honor Jones (Daniel)
- Beverly Todd (Susan)
- Michael Warren (Tom)
- Cade Owens (Jack Hotchner)

- D'introduction : « Quand il s'agit d’offenser un homme, il faut le faire de telle manière qu'on ne puisse redouter sa vengeance. » de Nicolas Machiavel.
- De conclusion : « L'amour ne ressent aucun fardeau, se moque des difficultés, tente ce qui est au-dessus de ses forces et ne prétexte jamais l'impossible parce qu'il croit que tout lui est permis, et que tout est possible. » de Thomas a Kempis.

### Épisode 7:Dernier Week-end
- États-Unis /  Canada : 3 novembre 2010 sur CBS / CTV
- Suisse : 30 mars 2011 sur TSR1[28]
- Belgique : 27 avril 2011 sur RTL-TVI[7]
- France : 4 mai 2011 sur TF1[9]
- Québec : 15 octobre 2012 sur AddikTV

- États-Unis : 14,58 millions de téléspectateurs[29] (première diffusion)
- Canada : 2,77 millions de téléspectateurs[30] (première diffusion)
- France : 6,6 millions de téléspectateurs (première diffusion)

- Robert Newman (agent Cal Salters)
- Steve Talley (Michael)
- Michael Terry (Chris)
- Jake Thomas (Scott)
- Cherilyn Rae Wilson (Stephanie)
- Grant Albrecht (Gregory Wilson)
- Justine Ezarik (Meredith Joy)
- Patrick J. McGuire (Jimmy Joe)
- Melissa Claire Egan (Tara Dice)
- Paul Zies (Jonah
- Julie Moran (Reporter)

- D'introduction : « La foule cherche toujours un meneur, pas par égard pour lui mais pour l'influence qu'il exerce. Le meneur les accueille à bras ouverts, par vanité, ou besoin. » de Napoléon Ier.
- De conclusion : « Sans héros, nous sommes tous des gens ordinaires qui ignorent jusqu’où ils peuvent aller. » de Bernard Malamud.

### Épisode 8:Étoiles filantes
- États-Unis /  Canada : 10 novembre 2010 sur CBS / CTV
- Suisse : 6 avril 2011 sur TSR1[31]
- Belgique : 4 mai 2011 sur RTL-TVI[7]
- France : 11 mai 2011 sur TF1[9]
- Québec : 22 octobre 2012 sur AddikTV

- États-Unis : 12,56 millions de téléspectateurs[32] (première diffusion)
- Canada : 2,412 millions de téléspectateurs[33] (première diffusion)
- France : 7,96 millions de téléspectateurs (première diffusion)

- Robert Knepper (Rhett Walden)
- Kaitlin Doubleday (Kelly Landis)
- Sally Kirkland (May Walden)
- Stephen Simon (Clarence)
- Conor O'Farrell (Detective Croft)
- Stephanie Czajkowski (Kiara's Mom)
- Whitney Able (Penny Hanley)
- Treisa Gary (Karla)
- Sam Scarber (Marvin)
- Travis Kindl (ND Cop)
- Ken Costanza (Security Guard)
- Amelia Rose (Taylor Conwright)
- Jeff Boehm (Reporter)
- John Kelly (Peter Hanley)
- Jillian Nelson (Sally)
- Zen Gesner (Robert)
- Mackenzie Brooke Smith (Kiara)

- D'introduction : « La célébrité passera et je lui dirai adieu. Mais au moins, je l'aurai connue. Si elle disparaît, j'aurai toujours su qu'elle était volage. Ça aura été une expérience, mais ce n'est pas tout ce qui fait ma vie. » de Marilyn Monroe.

### Épisode 9:Dans les bois
- États-Unis /  Canada : 17 novembre 2010 sur CBS / CTV
- Suisse : 14 avril 2011 sur TSR1[34]
- Belgique : 9 mai 2011 sur RTL-TVI[7]
- France : 11 mai 2011 sur TF1[9]
- Québec : 29 octobre 2012 sur AddikTV

- États-Unis : 14,39 millions de téléspectateurs[35] (première diffusion)
- Canada : 2,535 millions de téléspectateurs[36] (première diffusion)
- France : 6,4 millions de téléspectateurs (première diffusion)

- Gill Gayle (Shane Wyland)
- John Laughlin (en) (le ranger Turner)
- David Meunier (Joseph Lanham)
- David Trice (Brandon Stiles)
- Kimberly Atkinson (Linda Walker)
- Jon Briddell (Michael Walker)
- Cole Alan Pendery (Sammy Walker)
- Mark Atteberry (Frank Brooks)
- Gattlin Griffith (Robert Brooks)
- Nan McNamara (Violet Brooks)
- Emily Alyn Lind (Ana Brooks)
- Cade Frankson (Daniel Lanham)
- Brad Carter (Charlie)

- D'introduction : « Je suis invisible, comprenez bien, simplement parce que les gens refusent de me voir. » de Ralph Ellison.
- De conclusion : « Le mal rencontre une ivresse passagère et laisse des blessures profondes dans son sillage. » d'Elise Pumpelly Cabot.

- À partir de cet épisode, la diffusion francophone suisse se fera le jeudi soir au lieu du mercredi[34].
- À partir de cet épisode, la diffusion francophone belge se fera le lundi soir au lieu du mercredi[7].

### Épisode 10:Résidents surveillés
- États-Unis /  Canada : 8 décembre 2010 sur CBS / CTV
- Suisse : 21 avril 2011 sur TSR1[37]
- Belgique : 9 mai 2011 sur RTL-TVI[7]
- France : 18 mai 2011 sur TF1[9]
- Québec : 5 novembre 2012 sur AddikTV

- États-Unis : 14,23 millions de téléspectateurs[38] (première diffusion)
- Canada : 2,286 millions de téléspectateurs[39] (première diffusion)
- France : 8,74 millions de téléspectateurs (première diffusion)

- Rachel Nichols (Ashley Seaver)
- Milby Barron (Aubrey Jacobs)
- Kenneth Mitchell (Drew Jacobs)
- Alex Fernandez (Detective Manny Ruiz)
- Larry Herron (FBI Instructor)
- Christopher Kriesa (SSA William Heller)
- Scott Subiono (Harvey Brinkman)
- Dan Warner (Frank Morris)
- John Thoms (Bob Page)
- Henree Alyse (Maureen Watson)
- Gordon Carmadelle (Mike Watson)
- Madison Leisle (Heather Jacobs)
- Bryn Allen (Young Ashley)
- Eben Ham (Uniform Cop)

- D'introduction : « Lorsqu'on est enfant on pense que quand on grandit on est plus vulnérable. Mais grandir c'est accepter sa vulnérabilité, et être en vie c'est être vulnérable. » de Madeleine L'Engle.
- De conclusion : « Les enfants commencent par aimer leurs parents. Quand ils grandissent, ils les jugent. Parfois, ils leur pardonnent. » d'Oscar Wilde.

### Épisode 11:Liberté sous condition
- États-Unis /  Canada : 15 décembre 2010 sur CBS / CTV
- Suisse : 28 avril 2011 sur TSR1[40]
- Belgique : 16 mai 2011 sur RTL-TVI[7]
- France : 25 mai 2011 sur TF1[9]
- Québec : 12 novembre 2012 sur AddikTV

- États-Unis : 13,77 millions de téléspectateurs[41] (première diffusion)
- Canada : 2,405 millions de téléspectateurs[42] (première diffusion)
- France : 8,3 millions de téléspectateurs (première diffusion)

- Rachel Nichols (Ashley Seaver)
- Jayne Atkinson (Erin Strauss)
- Cade Owens (Jack Hotchner)
- Kyle Secor (Don Sanderson)
- Philip Casnoff (James Stanworth)
- Greg Collins (Bill Codwin)
- Phil Levesque (Tom Wittman)
- Paula Mattioli (Mary Rutka)
- Edita Brychta (Mrs. Stanworth)
- Chris Prangley (Joshua Sanderson)
- Megan Kathleen Duffy (Carrie Sanderson)
- Nikki Hahn (Abby Sanderson)
- Chrys Ryan Johnson (Young Tom)
- Joy Darash (Young Mary Rutka (woman))
- Mike Hoagland (Young James Stanworth)

- D'introduction : « La liberté partielle n'existe pas. » de Nelson Mandela.
- De conclusion : « Toutes les vérités sont faciles à comprendre une fois découvertes, à nous de les découvrir. » de Galilée.

### Épisode 12:Le Prix à payer
- États-Unis /  Canada : 19 janvier 2011 sur CBS / /A\
- Suisse : 5 mai 2011 sur TSR1[43]
- Belgique : 16 mai 2011 sur RTL-TVI[7]
- France : 1er juin 2011 sur TF1[9]
- Québec : 19 novembre 2012 sur AddikTV

- États-Unis : 12,02 millions de téléspectateurs[44] (première diffusion)
- Canada : 1,203 million de téléspectateurs[45] (première diffusion)
- France : 7,82 millions de téléspectateurs (première diffusion)

- Rachel Nichols (Ashley Seaver)
- Chris Walker (Professor Walker)
- Michelle Gillette (Brenda)
- Manny Perez (Manny)
- J. Santiago (Victor Cabrera)
- Ruben Rabasa (Jimmy Mercado)
- Barnaby Barrilla (Elian)
- Hakeem Kae-Kazim (Julio)
- Brian Kubach (Assistant)
- Grasie Mercedes (Ritual Woman)
- Stephen Mendel (Doctor Barnes)
- Toya Ann Brown (Screaming Mom)
- Rico Deveraux (Juan)

- D'introduction : « Aucun homme ne choisit le mal pour le mal, il le confond seulement avec le bonheur, le bien qu'il recherche. » de Mary Shelley.
- De conclusion : « Les meilleures et les plus belles choses du monde ne peuvent être vues ni même touchées. Elles doivent être ressenties avec le cœur. » d'Helen Keller.

### Épisode 13:La Treizième étape
- États-Unis /  Canada : 26 janvier 2011 sur CBS / /A\
- Suisse : 12 mai 2011 sur TSR1[46]
- Belgique : 23 mai 2011 sur RTL-TVI[7]
- France : 25 mai 2011 sur TF1[9]
- Québec : 26 novembre 2012 sur AddikTV

- États-Unis : 12,77 millions de téléspectateurs[47] (première diffusion)
- Canada : 1,222 million de téléspectateurs[48] (première diffusion)
- France : 8,3 millions de téléspectateurs (première diffusion)

- Adrianne Palicki (Sydney Manning)
- Jonathan Tucker (Ray Donovan)
- Deirdre Lovejoy (Agent Bates)
- Walt Scott (Store Owner)
- Meegan Godfrey (School Teacher)
- Siena Goines (Tsia Mosely)
- Angus Macfadyen (Sean McAllister)
- David Wells (Store Clerk)
- Jordan Tartakow (VF : Arthur Pestel) (Médecin légiste)
- Gary Hudson (Tim)
- Daniel Buran (Jason)
- Robert F. Lyons (Paul Donovan)
- Roberta Hanlen (Mrs. Donovan)
- Colleen McDonnell (Karen Manning)
- Kevin McCorkle (Gary Manning)
- Harley Graham (Heather Manning)
- Kerry Kilbride (Newscaster #1)
- Olga Ospina (Newscaster #2)
- Bill A. Jones (Newscaster #3)
- Oleg Vidov (Driver)

- Introduction : « Ce qui soulève l'indignation face à la souffrance, ce n'est pas la souffrance en elle-même, mais son absurdité. » de Friedrich Nietzsche.
- Conclusion : « Les expériences douloureuses de notre passé contribuent à forger ce que nous sommes aujourd'hui. » de William Glasser.

### Épisode 14:La Mémoire des sens
- États-Unis /  Canada : 9 février 2011 sur CBS / CTV
- Suisse : 19 mai 2011 sur TSR1[49]
- Belgique : 23 mai 2011 sur RTL-TVI[7]
- France : 8 juin 2011 sur TF1[9]
- Québec : 3 décembre 2012 sur AddikTV

- États-Unis : 13,67 millions de téléspectateurs[50] (première diffusion)
- Canada : 2,38 millions de téléspectateurs[51] (première diffusion)
- France : 9,2 millions de téléspectateurs (première diffusion)

- Brad William Henke (Steve)
- Gray Stevenson (Linda)
- Roberta Valderrama (Bernice)
- Logan Holladay (Biker)
- Matthew Glave (Detective Bailey)
- Eric Ramey (Dr Bayo)
- Stacey Oristano (Anisa Gold)
- Ryan Christiansen (Uniform)
- Vahe Bejan (Taxi Driver)
- Timothy V. Murphy (Ian Doyle)

- Introduction : « La chasse n'est pas un sport. Dans un sport, les deux camps doivent savoir qu'ils participent au jeu. » de Paul Rodriguez.
- Conclusion : « Rien ne ravive mieux le passé que l'odeur qu'on lui a autrefois associée. » de Vladimir Nabokov.

### Épisode 15:Je sais ce que j’ai à faire
- États-Unis /  Canada : 16 février 2011 sur CBS / /A\
- Suisse : 26 mai 2011 sur TSR1[52]
- Belgique : 30 mai 2011 sur RTL-TVI[7]
- France : 8 juin 2011 sur TF1[9]
- Québec : 10 décembre 2012 sur AddikTV

- États-Unis : 12,85 millions de téléspectateurs[53] (première diffusion)
- France : 8,9 millions de téléspectateurs (première diffusion)

- Rachel Miner (Molly)
- Rebecca Field (Jane)
- Joshua Leonard (Lyle)
- Siena Goines (Tsia Mosely)
- Don Harvey (Chief Barrows)
- Peter Cilella (Donnie)
- Aaron Wilton (Bill)
- Corbin Bernsen (Jerry)
- Karen Landry (Carla Wendel)
- Timothy V. Murphy (Ian Doyle)
- Derek Smith (Peter)
- John Hemphill (Mantis)
- Taylor Brock (Dr Weingold)

- Introduction : « Il est difficile de combattre un ennemi qui sait lire dans votre esprit. » de Sally Kempton.
- Conclusion : « Il n'y a aucune chance, aucune destinée et aucun sort qui puissent entraver la fermeté d'une décision prise par une âme déterminée. » de Ella Wheeler Wilcox.

### Épisode 16:Paroles et Musique
- États-Unis /  Canada : 23 février 2011 sur CBS / /A\
- Belgique : 30 mai 2011 sur RTL-TVI[7]
- Suisse : 2 juin 2011 sur TSR1[54]
- France : 15 juin 2011 sur TF1[9]
- Québec : 7 janvier 2013 sur AddikTV

- États-Unis : 13,15 millions de téléspectateurs[55] (première diffusion)
- France : 8,97 millions de téléspectateurs (première diffusion)

- Skyler Brigmann (Sammy Sparks)
- Phil Willcox (Charlie Sparks)
- Jessica Lundy (Alison Sparks)
- Cade Owens (Jack Hotchner)
- Siena Goines (Tsia Mosely)
- Sebastian Roché (Clyde Easter)
- Shane Woodson (Sheriff Oliver)
- Timothy V. Murphy (Ian Doyle)
- Mimi Kennedy (Miss Rogers)
- Jennifer Christopher (Rebecca David)
- Romy Rosemont (Lizzie Sparks)
- Lew Temple (Bill Thomas)

- D'introduction : « Vous vous promettez que demain sera différent, pourtant, demain est trop souvent une répétition d’aujourd’hui. » de James Tackaberry McCay.
- De conclusion : « La plupart des hommes d'action tendent au fatalisme, alors que le reste du monde croit en la providence. » de Honoré de Balzac, dans Splendeurs et misères des courtisanes.

### Épisode 17:Garder le silence
- États-Unis /  Canada : 2 mars 2011 sur CBS / /A\
- Belgique : 6 juin 2011 sur RTL-TVI[7]
- Suisse : 9 juin 2011 sur TSR1[56]
- France : 22 juin 2011 sur TF1[9]
- Québec : 8 janvier 2013 sur AddikTV

- États-Unis : 14,37 millions de téléspectateurs[57] (première diffusion)
- Canada : 1,394 million de téléspectateurs[58] (première diffusion)
- France : 8,55 millions de téléspectateurs (première diffusion)

- Timothy V. Murphy (Ian Doyle)
- Siena Goines (Tsia Mosely)
- Sebastian Roché (Clyde Easter)
- Madison Mason (Lex Dreyer)
- Tyler Poelle (Jed Hastings)
- Andy McPhee (Liam)
- John Colella (Ron Cosenza)
- Jennifer Riker (Kerry Fagan)
- Brian D. Johnson (Frank Fagan)
- Jan Munroe (Dr Sherman)
- Thor Edgell (Byron Delaney)
- Fionn William O'Brien (Calum)
- Jim Castillo (Weatherman)

- D'introduction : « Lorsque je me laisse aller à être ce que je suis, je deviens ce que je pourrais être. » de Lao Tseu.
- De conclusion : « La confession est synonyme de faiblesse, notre âme conserve ses secrets jusqu'à la tombe et accepte son propre châtiment en silence. » de Dorothea Dix.

### Épisode 18:Lauren
- États-Unis /  Canada : 16 mars 2011 sur CBS / /A\
- Belgique : 6 juin 2011 sur RTL-TVI[7]
- Suisse : 16 juin 2011 sur TSR1[59]
- France : 22 juin 2011 sur TF1[9]
- Québec : 9 janvier 2013 sur AddikTV

- États-Unis : 13,73 millions de téléspectateurs[60] (première diffusion)
- Canada : 1,245 million de téléspectateurs[61] (première diffusion)
- France : 8,7 millions de téléspectateurs (première diffusion)

- A.J. Cook (Jennifer « J.J. » Jareau)
- Timothy V. Murphy (Ian Doyle)
- Patrick Fischler (Jack Fahey)
- Sebastian Roché (Clyde Easter)
- Donald Watson (Bartender)
- Andy McPhee (Liam)
- Alan Pietruszewski (ND Agent)

- D'introduction : « Le secret pour s'en sortir avec un mensonge, c'est d'y croire de toutes ses forces. C'est d'autant plus vrai lorsqu'on se ment à soi-même que lorsqu'on ment aux autres. » d'Elizabeth Bear.
- De conclusion : « Les gens croiront un gros mensonge plus facilement qu'un petit, et si vous leur répétez assez souvent, ils finiront par le croire, tôt ou tard. » de Walter Charles Langer.

- Dans cet épisode, il est possible d'apercevoir Emily Prentiss et Jennifer Jarreau sur la terrasse d'un café, rue de l'Université, dans la capitale française. La scène ne fut toutefois pas tournée à Paris : le nom de la rue est sur le panneau mal orthographié et la rue de l'université ne donne pas une vue imprenable sur la Tour Eiffel, contrairement à ce que la série prétend.
- La diffusion francophone suisse s'arrête à cet épisode et reprendra ultérieurement[59].
- Cet épisode est réalisé par Matthew Gray Gubler, l'interprète dans la série de Spencer Reid.

### Épisode 19:Mauvaises influences
- États-Unis /  Canada : 30 mars 2011 sur CBS / /A\
- Belgique : 27 juin 2011 sur RTL-TVI[7]
- France : 29 juin 2011 sur TF1[9]
- Suisse : 1er mars 2012 sur TSR1[62]
- Québec : 10 janvier 2013 sur AddikTV

- États-Unis : 13,05 millions de téléspectateurs[63] (première diffusion)
- France : 8,4 millions de téléspectateurs (première diffusion)

- Bug Hall (Ben)
- Matt McTighe (Matt)
- Samantha Shelton (Yolanda)
- Chad Lindberg (Tony)
- Vanessa Vaughn (Karen Haywood)
- Liz Loza (Clerk)
- Wendy Schenker (Detective Colbern)
- Robert Wu (Paul Jones)
- Nancy Daly (Mrs. Donnolly)
- Debbie Pollack (Mrs. Foster)
- Ivar Brogger (Minster)
- Hugh Holub (Priest)
- Greg Van Dyke (Bus Driver)
- Lexi DiBenedetto (Sarah)
- Zachary Haven (Evan)
- Taylor Brock (Doctor)
- Amanda Daisy Leak (Young Mrs. Foster)
- Cody Sullivan (Young Ben (10 years old))
- Nathan Sheperd (Young Ben (5 years old))

- D'introduction : « Les vieilles croyances allument partout leurs bougies, mais la vérité ne tarde jamais à venir les éteindre. » de Lizette Woodworth Reese (en).
- De conclusion : « Ce ne sont pas ses ennemis qui l'incitent à emprunter la voie du mal. » de Siddhartha Gautama Bouddha.

### Épisode 20:Accepter l'inacceptable
- États-Unis /  Canada : 6 avril 2011 sur CBS / /A\
- Belgique : 4 juillet 2011 sur RTL-TVI[7]
- France : 6 juillet 2011 sur TF1[9]
- Suisse : 1er mars 2012 sur TSR1[62]
- Québec : 11 janvier 2013 sur AddikTV

- États-Unis : 14,08 millions de téléspectateurs[64] (première diffusion)
- France : 8,85 millions de téléspectateurs (première diffusion)

- Kelli Williams (Shelly Chamberlain)
- Angela Martinez (Reporter)
- Allan Graf (Larry)
- Louis Herthum (Chief Thiers)
- Katherine Ann McGregor (Jennifer)
- Preston James Hillier (Gibbs)
- Brandon Morales (Sparks)
- David Chisum (Don Chamberlain)
- Dianna Catterton (Joy)
- Doug Simpson (Father)
- Aaron Berger (Birthday Boy)
- Jason E. Kelley (Paul Lyons)
- Chris Ivan Cevic (Surgeon)
- Quinn Friedman (Damien Chamberlain)
- Zach Lewis (Bill)

- D'introduction : « Celui qui ne pleure pas la perte d'un proche n'existe pas vraiment. » d'Antonio Porchia.

### Épisode 21:Menace à domicile
- États-Unis /  Canada : 13 avril 2011 sur CBS / /A\
- Belgique : 11 juillet 2011 sur RTL-TVI[7]
- Suisse : 8 mars 2012 sur TSR1[65]
- France : 5 septembre 2012 sur TF1[9]
- Québec : 18 janvier 2013 sur AddikTV

- États-Unis : 13,59 millions de téléspectateurs[66] (première diffusion)
- France : 8,74 millions de téléspectateurs (première diffusion)

- Jayne Atkinson (Erin Strauss)
- Chad Todhunter (Greg)
- Michael Raynor (Detective Bryce Harding)
- Heather Mazur (Kate Phinney)
- Mark Elias (Movie Buff #1)
- Adam Bartley (Movie Buff #2)
- Elizabeth Gwynne Wilson (Amber Lasko)
- Bruno Oliver (Medical Examiner)
- Helen Highfield (Laurie Burgin)
- Bryn Abbott (Michelle Weston)
- Nick Toren (Bob Jenkins)
- Rae Latt (Rosemary Jenkins)
- Dallas Clark (Officer Austin Kent)
- Sophie Kargman (Lily Droubay)
- Yuri Lowenthal (Jake Ellison)
- Jen Kuhn (Amy Ellison)
- Jill Carr (Medic)

- D'introduction : « Parfois les grandes villes créent des monstres inhumains. » de Stephen King.
- De conclusion : « Chaque voyage dans le passé est altéré par nos illusions, par nos souvenirs fictifs ou déformés d’évènements ayant vraiment eu lieu. » d'Adrienne Rich.

### Épisode 22:Chambre noire
- États-Unis /  Canada : 4 mai 2011 sur CBS / /A\
- Belgique : 18 juillet 2011 sur RTL-TVI[7]
- France : 3 octobre 2011 sur TF1[9]
- Suisse : 8 mars 2012 sur TSR1[65]
- Québec : 18 janvier 2013 sur AddikTV

- États-Unis : 12,9 millions de téléspectateurs[67] (première diffusion)
- Canada : 1,156 million de téléspectateurs[68] (première diffusion)
- France : 3,96 millions de téléspectateurs (première diffusion)

- Cade Owens (Jack Hotchner)
- Amanda Yarosh (Angela Proctor)
- Jeff Meek (Robert Bremmer)
- Mandy Kowalski (Rose)
- Michael Anthony Rawlins (Dr Boyd)
- John Kapelos (Sheriff Montell)
- Time Winters (Marcus Talbot)
- Caitlin Dulany (Linda Owens)
- Lennie Loftin (Don Owens)
- Melissa Bickerton (Claire Proctor)
- Bruce Nozick (Bruce Proctor)
- Cody Weiant (Marcy Owens)
- Jennifer Weston (Nurse)
- Brian Durkin (Police Officer)
- Andre Hotchko (Henry)
- Angie Kibiloski (Waitress)

- D'introduction : « La puissance de dieu n'a qu'une seule limite. Il est incapable de modifier le cours des événements une fois qu'ils se sont produits. » d'Agathon.
- De conclusion : « Ne revivez le passé que si vous allez vous en servir pour construire l'avenir. » de Domenico Estrada.

### Épisode 23:Sous la surface
- États-Unis /  Canada : 11 mai 2011 sur CBS / /A\
- Belgique : 25 juillet 2011 sur RTL-TVI[7]
- France : 10 octobre 2011 sur TF1[9]
- Suisse : 15 mars 2012 sur TSR1[69]

- États-Unis : 13,29 millions de téléspectateurs[70] (première diffusion)
- France : 3,8 millions de téléspectateurs (première diffusion)

- Karl Makinen (Blake Wells)
- Bruce Nozick (Detective Jarrett Foreman)
- Denise Dowse (en) (Yvonne Burns)
- Hassan Manning (Andre Hutchins)
- Mary Thornton Brown (Louise Jones)
- Ben Parrillo (Gary Rhymer)
- Cody Klop (James Rhymer)
- John Marzilli (Captain Dan Martin)
- Holly Hawkins (Jane)
- Ruben Pla (Paul)
- Evans Forde (Bart)
- Stacey Hinnen (Pump Operator)

- D'introduction : « La mer ne s'est jamais montrée accueillante envers les hommes. Au mieux, elle a été la complice de leur agitation. » de Joseph Conrad.
- De conclusion : « Nous sommes liés à l'océan, et quand nous retournons vers la mer, pour y naviguer ou l'observer, c'est toujours un retour aux sources. » de John Fitzgerald Kennedy.

### Épisode 24:L'Offre et la demande
- États-Unis /  Canada : 18 mai 2011 sur CBS[71] / /A\
- Belgique : 1er août 2011 sur RTL-TVI[7]
- Suisse : 15 mars 2012 sur TSR1[69]
- France : 5 septembre 2012 sur TF1[9]

- États-Unis : 12,84 millions de téléspectateurs[72] (première diffusion)
- Canada : 1,181 million de téléspectateurs[73] (première diffusion)
- France : 8,8 millions de téléspectateurs (première diffusion)

- Andrea Joy Cook (Jennifer « J.J. » Jareau)
- Nicholas Brendon (Kevin Lynch)
- Matt Baker (Kyle)
- Sean Carrigan (Lamott)
- Forry Smith (Campbell)
- Sarah Foret (Renee)
- Max Decker (Max)
- Massi Furlan (Leon)
- Amy Price-Francis (SSA Andi Swan)
- Gary Kasper (The Cleaner)
- Jan Munroe (Dr Sherman)
- Christopher Illing (Billy)
- Angela Sarafyan (Lucy)

- D'introduction : « Et pourtant, même confronté à l'horreur, il y a toujours pire. » de Thomas Hardy.
- De conclusion : « ce que nous sommes capables de faire, nous sommes aussi capables de ne pas le faire. » d'Aristote.

## Informations sur le coffret DVD
- Intitulé du coffret DVD : Criminal Minds Season 6 (zone 1) / Esprits criminels - Saison 6 (zone 2)
- Éditeur : Paramount Home Entertainment
- Nombres d'épisodes : 24
- Nombres de disques : 6
- Format d'image : Couleur, plein écran, 16/9 (compatible 4/3), PAL, 1,78:1
- Audio : Son Dolby Digital 2.0
  - Langues :
  - Sous-titres :
- Durée :
- Bonus :
- Dates de sortie :
  -  États-Unis : 6 septembre 2011
  -  Suisse : 24 novembre 2011[réf. nécessaire]
  -  France : 30 novembre 2011[74]
  -  Belgique : Indéterminée
  -  Québec : Indéterminée